# Sant'Ippolito
Sant'Ippolito är en ort och kommun i provinsen Pesaro e Urbino i regionen Marche i Italien. Kommunen hade 1 507 invånare (2018).